# Gununga poiensis
Gununga poiensis är en insektsart som beskrevs av Young 1986. Gununga poiensis ingår i släktet Gununga och familjen dvärgstritar. Inga underarter finns listade i Catalogue of Life.